# 安原宏和
※ 漫画家の代表作については『ゲーセン少女と異文化交流』を参照してください。
安原 宏和（やすはら ひろかず、 1944年3月18日 - 2007年8月26日）は、海外諸国で放置されている第二次世界大戦の日本軍戦死者の遺体を捜索し収容するボランティア。NPO「日本國戦死者遺体収容団」前理事長。2007年8月に、戦死者の遺体捜索のため訪れたフィリピンのレイテ島で亡くなった。
1989年、NPO「日本國戦死者遺体収容団」を組織。単身パプアニューギニアに乗り込み、独力で遺体捜索収容活動を開始する。2002年にパプアニューギニアで上記活動が法律により禁止されると、拠点をフィリピンに移して活動を再開、厚生労働省から遺骨収集事業の支援を要請されるなど数多くの実績を残した。